# 帕洛斯希尔斯
帕洛斯希尔斯（英語：Palos Hills）是一個位於美國伊利諾伊州庫克縣的城市。

## 地理
帕洛斯希尔斯的座標為41°41′57″N 87°49′35″W / 41.69917°N 87.82639°W，而該地的平均海拔高度為181米（即594英尺）。

## 人口
根據2010年美國人口普查的數據，帕洛斯希尔斯的面積為11.11平方千米，當中陸地面積為11.00平方千米，而水域面積為0.11平方千米。當地共有人口17484人，而人口密度為每平方千米1,573.72人。